# 華厳部 (大正蔵)
華厳部（けごんぶ）とは、大正新脩大蔵経において、『華厳経』に関連する仏典をまとめた領域のこと。
第5番目の部であり、収録されている経典ナンバーは278から309まで。巻数では9巻（後部）-10巻に相当する。
第9巻の大部分は先行する「法華部」の経典が収録されており、その後に「華厳部」の最初の『華厳経』（六十華厳）が一緒に収録されている。

## 構成

### 巻別
- 華厳部 （上） 第9巻 - No.278
- 華厳部 （下） 第10巻 - No.279-309

### 詳細
華厳部 （上） 第9巻 - No.278
- 278.『大方広仏華厳経』（六十華厳）

華厳部 （下） 第10巻 - No.279-309
- 279.『大方広仏華厳経』（八十華厳）
- 280.『兜沙経』
- 281.『菩薩本業経』
- 282.『諸菩薩求仏本業経』
- 283.『菩薩十住行道品』
- 284.『菩薩十住経』
- 285.『漸備一切智徳経』
- 286.『十住経』
- 287.『十地経』
- 288.『等目菩薩所問三昧経』
- 289.『顕無辺仏土功徳経』
- 290.『較量一切仏刹功徳経』
- 291.『如来興顕経』
- 292.『度世品経』
- 293.『大方広仏華厳経』（四十華厳）
- 294.『羅摩伽経』
- 295.『大方広仏華厳経入法界品』
- 296.『文殊師利発願経』
- 297.『普賢菩薩行願讃』
- 298.『大方広普賢所説経』
- 299.『大方広総持宝光明経』
- 300.『大方広仏華厳経不思議仏境界分』
- 301.『大方広如来不思議境界経』
- 302.『度諸仏境界智光厳経』
- 303.『仏華厳入如来徳智不思議境界経』
- 304.『大方広入如来智徳不思議経』
- 305.『信力入印法門経』
- 306.『大方広仏花厳経修慈分』
- 307.『荘厳菩提心経』
- 308.『大方広菩薩十地経』
- 309.『最勝問菩薩十住除垢断結経』